# Berlenga Grande
Berlenga Grande ligt in de eilandengroep Berlengas, ten westen van Peniche in het Portugese district Leiria. Op ongeveer 400 meter ten noordoosten van het eiland ligt Cerro da Velha, ongeveer 1,5 kilometer ten westnoordwesten liggen de Estelas en op 6,5 kilometer ten noordnoordwesten de Farilhões.
Berlenga Grande heeft een kleine haven waar de boot uit Peniche aanmeert. Ook heeft het eiland een strand. Op het eiland staat de vuurtoren van Berlenga en aan de zuidoostzijde ligt het Fort van São João Baptista. 
De meest voorkomende vogels zijn meeuwen.
In 1808 liep de HMS Milbrook in een storm op de rotsen bij Berlenga Grande, maar zonder dat er mensenlevens verloren gingen.

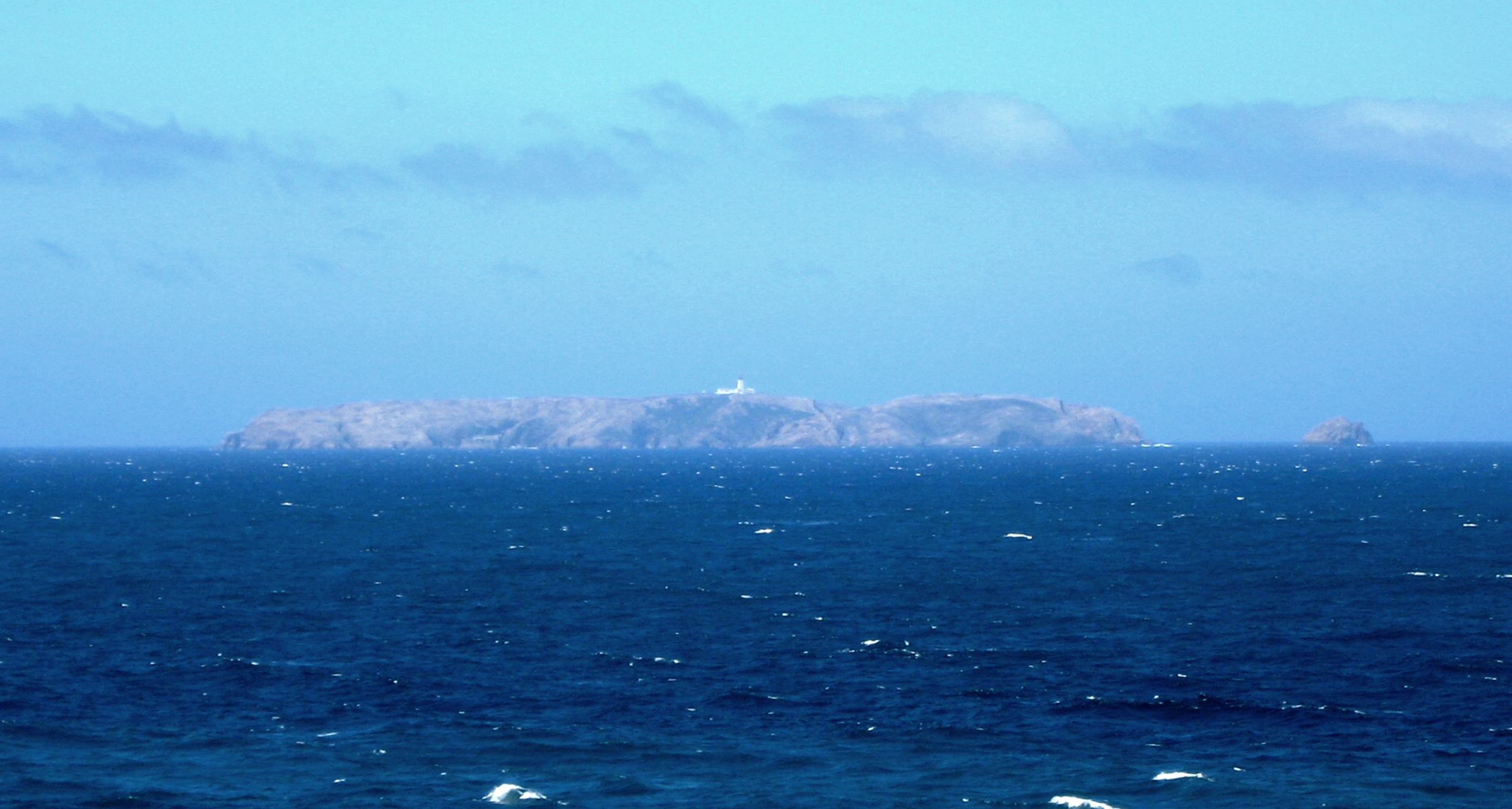
Het eiland gezien vanaf zee
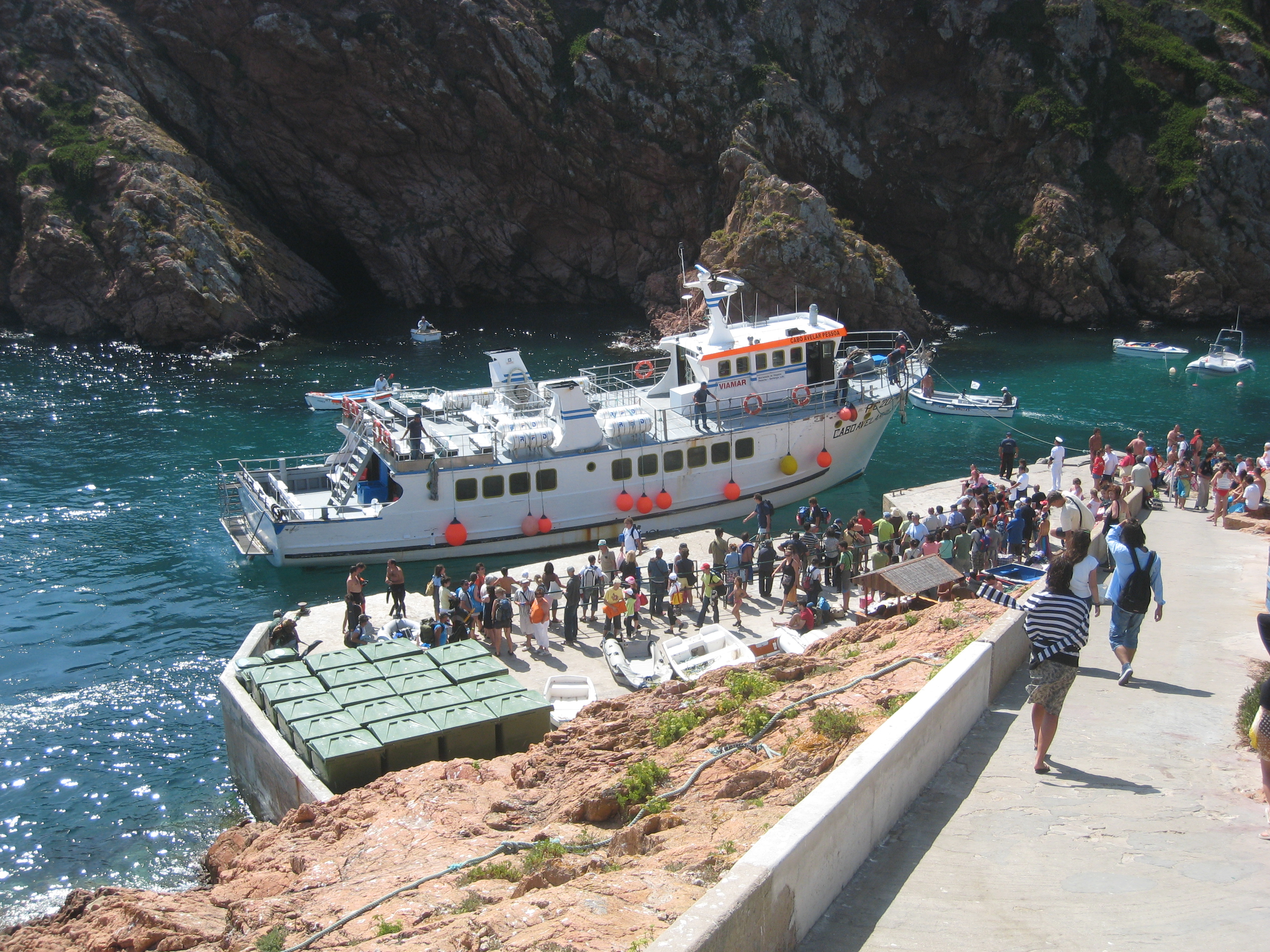
De haven
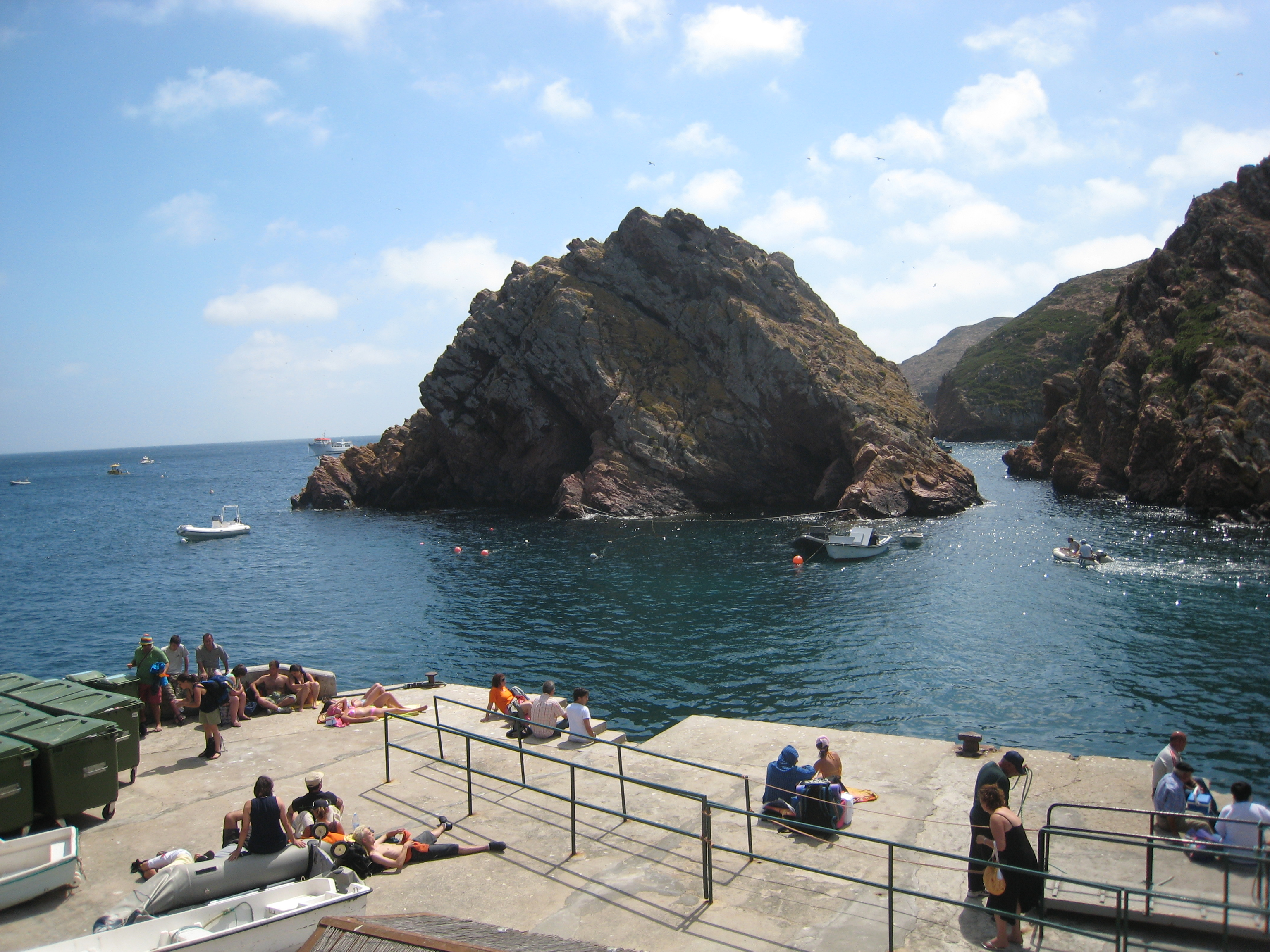
De haven
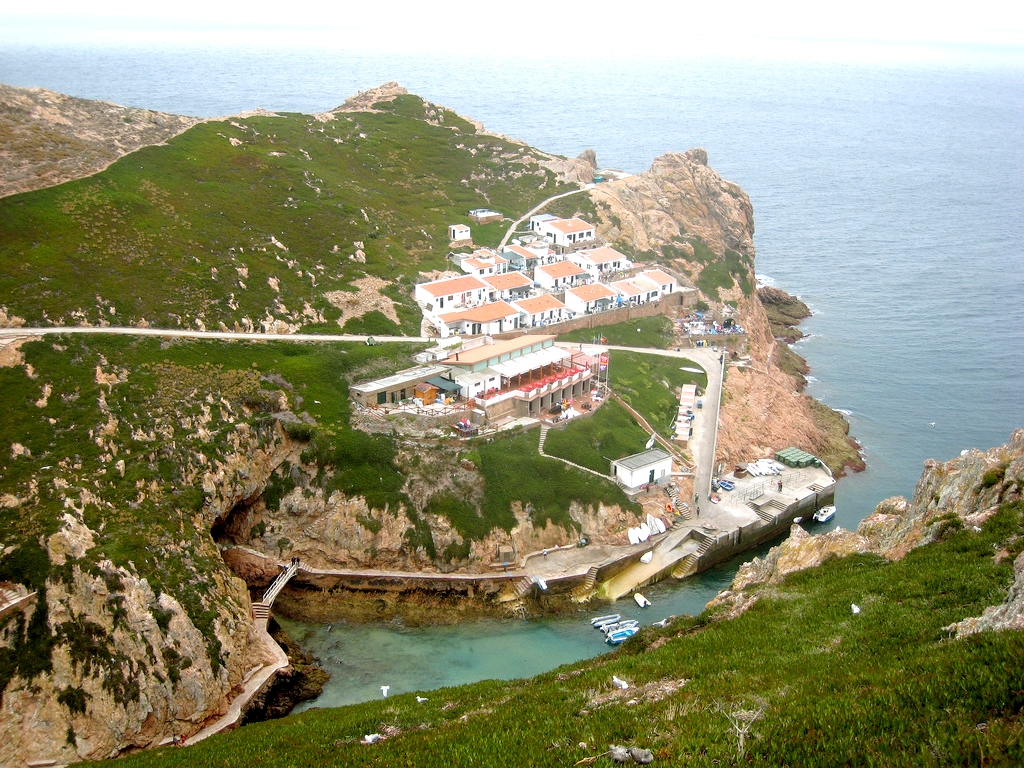
De haven met gebouwen
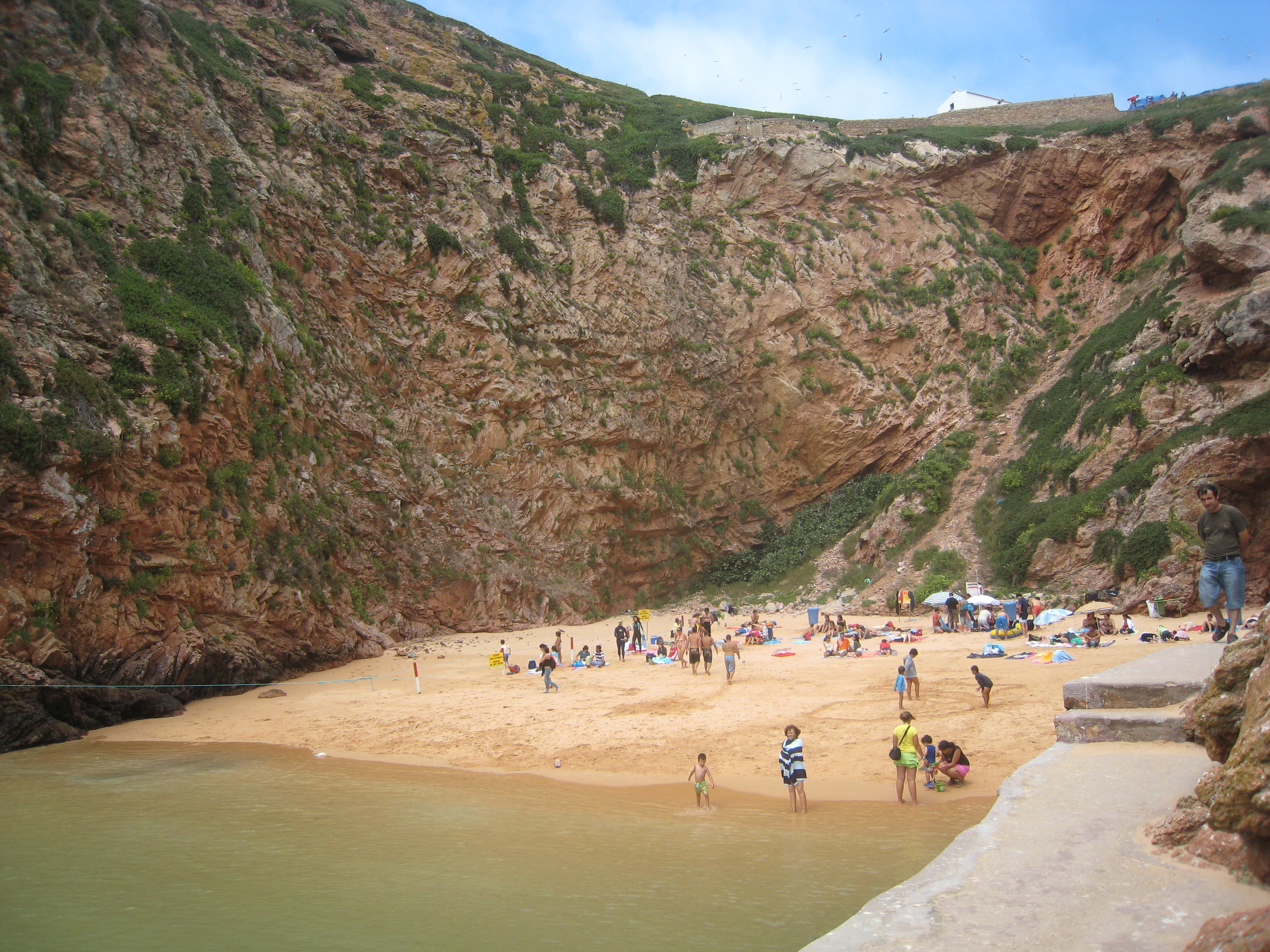
Het strand
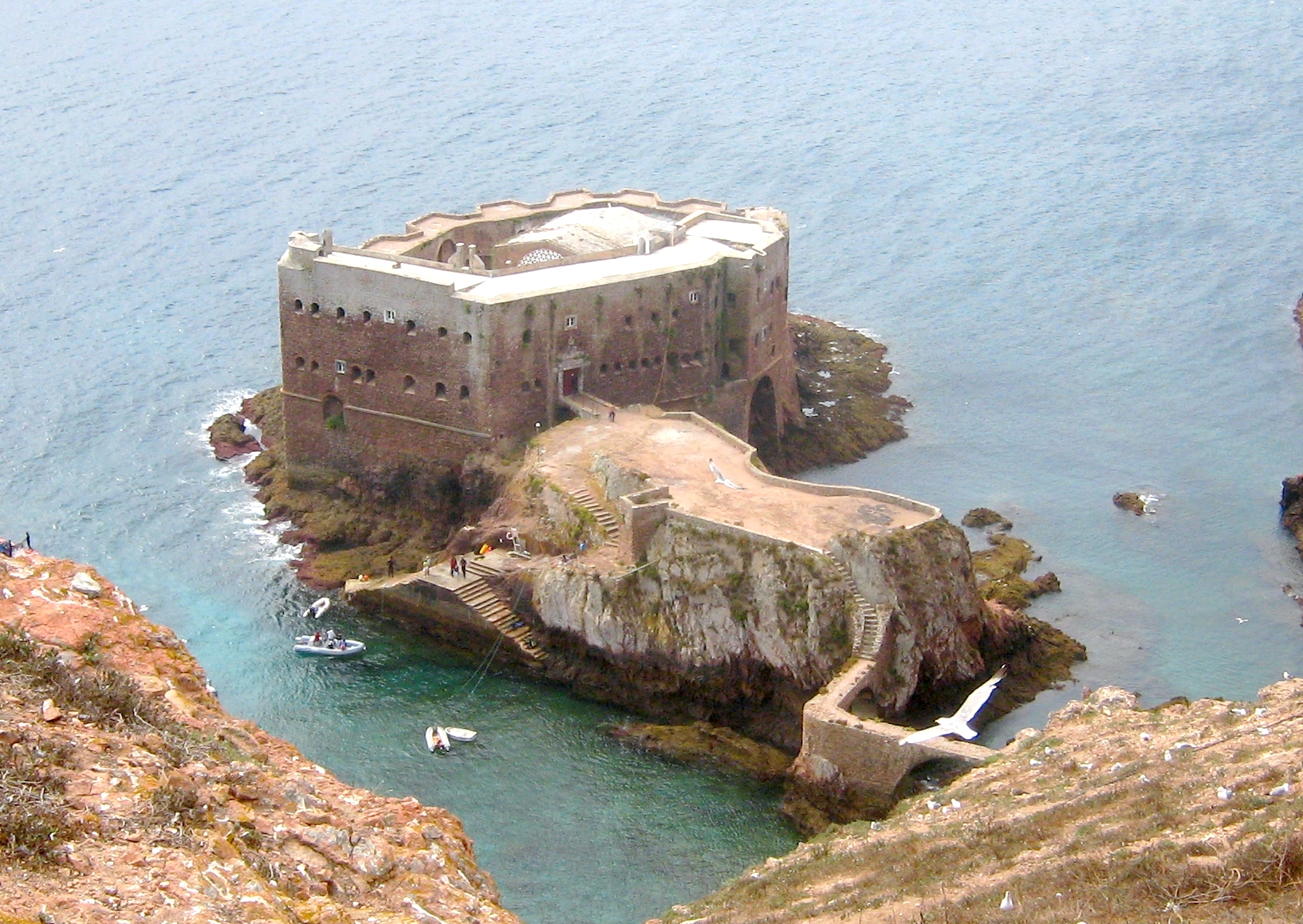
Het fort
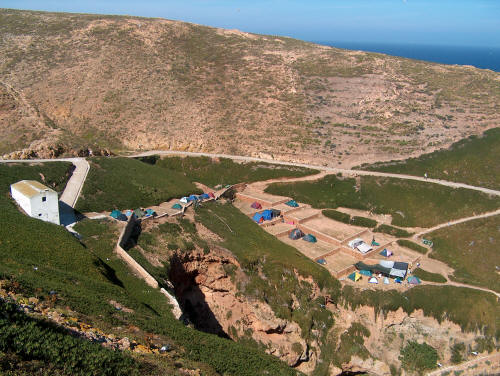
De camping
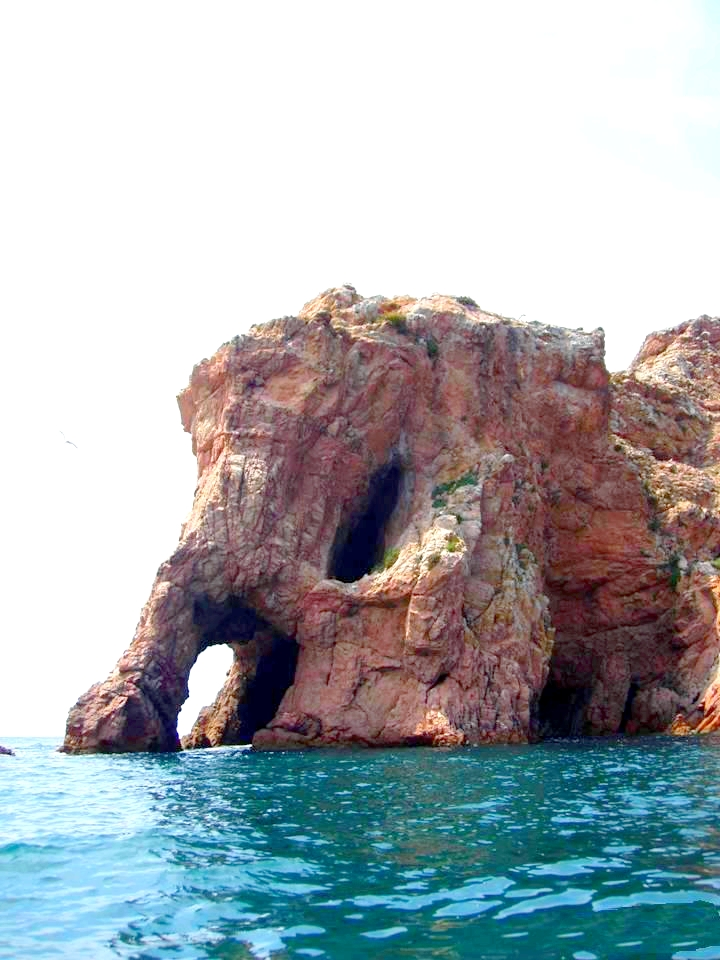